# Vrtirepov koledar
Vrtirepov koledar je zbirka dvanajstih kratkih sodobnih pravljic, ki jih je napisala Svetlana Makarovič. Vsaka izmed njih se dogaja na v drugačnem okolju in času. Prva pravljica se dogaja januarja, druga februarja itd. Ilustracije so temu prilagojene. Prva pravljica ima enak naslov kot celotna zbirka. V prvi zgodbi glavni literarni lik Vrtirep dobi koledar. Ta koledar je zbirka (knjiga) Vrtirepov koledar. Izdana je bila med letoma 1976 in 1977, v Ljubljani pri založbi Partizanska knjiga. Ilustratorja sta Dušan Klun in Matjaž Schmidt. Spada v kategorijo književnih del za otroke stare do 8 let. Vsebuje 26 strani, z ilustracijami vred pa 33. 

## Analiza celotne knjige
V knjigi Vrtirepov koledar so pravljice s poosebljeno živaljo (miška), rastlino (teloh), nebesnim telesom (sonce), naravnim pojavom (veter), v zbirki pa je tudi pravljica, kjer ni znano kaj natančno glavni literarni lik je (je izmišljen lik, Vrtirep). Vse zgodbe so dolge okoli 2 strani. Opisujejo en nenavaden izsek iz otrokovega življenja (čeprav je glavni lik poosebljen, predstavlja otroka). Pisateljica je na strani otrok, jih zagovarja in z empatijo osvetljuje otrokov pogled na svet. Dogajalni čas in prostor sta sodobno okolje. Večinoma ni moralnega nauka v smislu ljudskih pravljic. Razvidna je hierarhija, kjer je otrok na višjem položaju kot odrasli. Vidna je dvodimenzionalnost. Običajno je zgodba postavljena v realni svet, irealni svet pa sestavljajo poosebljeni liki. Igra je prikazana, kot pomembna otrokova dejavnost. Pripovedovalec je vsevedni, temeljna tema, snov in motiv pa sta otrokov doživljajski svet in igra. Kratka sodobna pravljica otroka prepričuje, da je dobro poplačano in slabo kaznovano. Osebe so nedoločene (miška) ali izmišljene (dedek Mraz). Pogosto se pojavlja ponavljanje besed in dejanja, nastopajo tudi pravljična števila. Dobro na koncu pravljice običajno zmaga. Liki imajo značilne lastnosti. Slogovno je besedilo slikovito. 
Značilnost besedil Svetlane Makarovič je tudi uporaba nasprotja hladno - toplo. Najbolj izrazito je pri pravljici Premraženo sonce. Njene književne osebe so uporniki (teloh). Ne poslušajo nasvetov odraslih (s sem otrokom sporočamo, da so napake potrebne). Uporablja tudi kletvice, kar marsikaterega bralca zmoti (tristo darvinov). V svojih delih velikokrat omenja telesne tekočine kot na primer solze, lužice … Značilen je tudi motiv požiranja (Lisinski, miška), ki je prav tako značilen za dela Svetlane Makarovič. Poleg tega so pogosti motivi tudi: prijateljstvo, ljubezen, skrb z druge, drugačnost, igra …
Obstaja veliko zbirk pravljic, kjer je vsaka pravljica napisana za en dan v mesecu, v letu ipd. To so na primer:  Zgodbe za vsak dan v letu (Disney, W. 1989), Pravljice za leto in dan (Grafenauer, N. 1993),  365 zgodb o živalih (Gorela, M. 2004), 365 povestic za lahko noč (Bouwens, E. 2007) ...

## Vrtirepov koledar (prvo poglavje)

### Povzetek vsebine
Vrtirep se zabava in skače po snegu, ko pa mu postane mraz se vrne v svojo kočo. Miš mu pripoveduje pravljico, ki govori o nekem Vrtirepu, ki mu dedek Mraz nikoli ni prinesel kar si je želel, ali pa si je ravno nehal želeti neko stvar, ko jo je dobil. Zato je to leto pisal dedku Mrazu, da naj mu prinese nekaj posebnega. Dobil je koledar za otroke. Dogajalni čas je januar, dogajalni kraj pa Vrtirepova koča.

### Literarni liki
V tej pravljici sta le dva lika – miš (pisateljica jo skozi pravljico imenuje miška) in Vrtirep. Vrtirepa pisateljica predstavi kot lenega, majhnega, z ničimer zadovoljnega, radovednega in polnega radosti. V pravljici ni točno določeno kakšno bitje vrtirep v resnici je, zato lahko rečemo, da ja Vrtirep izmišljeno bitje. Vemo le, da je dobil svoje ime zaradi tega, ker ves čas vrti svoj rep. Miš, po drugi strani, pa v zgodbi predstavlja skrbnega starša.

## Pasji in mačji (drugo poglavje)

### Povzetek vsebine
Starka in starec imata psico in mačko, ki sta skotita vsaka po 3 mladiče. Vsi štirje odidejo na sprehod in mladiči ostanejo sami doma. Najstarejša mladiča odideta iz košar, se igrata, nato se zmedeta (sledita napačnim lužicam), zato gre pes v mačjo košaro in muc v pasjo košaro. Materi zjutraj opazita, da je v košari tuj mladič. Najprej se prepirata, nato skupaj začneta skrbeti za vseh 6 mladičev, starka in starec pa košari pomakneta skupaj.
Dogajalni čas je februar. Dogajalni kraj je hiša starke in starčka.

### Literarni liki
Glavna lika sta mačka in psica, ki sta predstavljeni kot strogi, ponosni in zaščitniški. Mladiči so predstavljeni kot prestrašeni in nevedni. V zgodbi nastopata tudi starka in starček o katerih ni nobenih podatkov oz. opisov.

## Teloh za babico (tretje poglavje)

### Povzetek vsebine
V središču zgodbe so predvsem telohi, ki kličejo telohov popek naj pride pogledat, kako je zunaj. On jih ne upošteva, zato mine več tednov in ostale cvetlice že odcvetijo, ko teloh vzkali. Vidi ga veverica, sreča pa tudi dve trobentici in dve vijolici, ki sta sestavljali pesem za regratov cvet. Nato mimo pride deklica in ga odnese pod šipkov grm na babičin vrt. Dogajalni čas je maj. Dogajalni kraj je gozd (natanjčneje ni podan).

### Literarni liki
V zgodbi nastopa ena žival – veverica – in več vrst rož: teloh, ki je len, lep, siten, velik,  trmast in radoveden; dve vijolici, ki sta neprijazni in deklica (pisateljica jo imenuje punčka), ki ima rdečo kapo in košaro v roki. V zgodbi pa je omenjeno še več rož: zvončki, žafran, trobentice, regratov cvet in drugi telohi. Omenjena je tudi dekličina babica.

## Nori veter (četrto poglavje)

### Povzetek vsebine
Veter ljudem na ulicah jemlje klobuke, uničuje pričeske, krade črke (namesto Peko je pisalo Pek, namesto Šola je pisalo Ola) ... Nastane zmeda. Na koncu zgodbe odide tudi na koncert, premeša note, pihne v trobento in s tem odžene vse poslušalce in dvorane. Dogajalni čas je april. Dogajalni kraj ni točno določen.

### Literarni liki
Glavni lik je veter, ki je opisan kot razigran in objesten. Uživa, ko nagaja in naredi zmedo med ljudmi. Omenjeni so še dostojanstveni gospodi, frizerke, ženske v salonu, gospodinje, šolarji, učiteljica, študentka z očali, mlad pesnik z brado, dirigent ...

## Lisinski se zaljubi (peto poglavje)

### Povzetek vsebine
Lisinskega stara mama pošlje iz brloga. Svetuje mu naj si ogleda tudi naravo in se spominja kako je bilo včasih, ko je na jasi polni marjetic srečala njegovega starega očeta. On odide in namesto marjetic sreča lisico, v katero se zaljubi. Na koncu zgodbe pa vzcvetijo tudi marjetice. Dogajalni čas je maj. Dogajalna kraja sta sončna gozdna jasa in brlog.

### Literarni liki
Glavni literarni lik je Lisinski, ki je ime dobil zaradi svoje lepote. Sam sebi se zdi odrasel. Je radoveden, dobrosrčen in sramežljiv. Stranska lika sta njegova stara mama in mlada lisica. Stara mati ima Lisinskega za nevednega, za nekoga brez domišljije, sama je romantična. Omenjeni so še ptiči (opisani kot nesramni in glasni), kokoš in stari oče.

## Miška nese v mlin (šesto poglavje)

### Povzetek vsebine
Miš nese žitna zrna v mlin, ker pa je utrujena, se usede ob potok. Tam Regina in Krekulja opravljata ostale žabe, predvsem pa Zelenelo, ki se jima nato pridruži. Žabe miši odrečejo pomoč, nato mimo prileti štorklja in jih poje. Miš zrna zmelje, iz njih speče kolač in priredi zabavo. Dogajalni čas je junij. Dogajalni kraj je potok in pri mišin dom.

### Literarni liki
Glavni litararni lik je miš (pisateljica jo imenuje miška). Opisana je kot drobna, črna, pridna in nemočna. Žab ne razume. Glavni stranski liki so tri žabe Zelenela, Krekulja in Regina. Predstavljene so kot debele, opravljive in  nesramne. Eden izmed stranskih likov je tudi štorklja, ki predstavlja nekakšnega razsodnika med dobrim in slabim, saj žabe poje, miško pa ne. Omenjeni so še mlinar, Žabotka, Reginina svakinja, Kvaka, Krakon, Mišislava, Repkič, Brkica in Krempuljka.

## Kako se je opica spremenila? (sedmo poglavje)

### Povzetek vsebine
Opici ptič marabu nakodra kožuh. Ona gre k jezeru, kjer se je hoče okopati, zato kožuh pusti na bregu. Mimo pride veter in ji ga vzame. Na koncu pisateljica doda, da se je to zgodilo tudi drugim opicam, ki so nato drugim živalim jemale kožuh. Ta opica je človek (iz kožuhov živali naredimo obleke). Dogajalni čas je julij. Dogajalni kraj je jezero.

### Literarni liki
Glavni literarni lik je opica. Sama s sabo ni bila najbolj zadovoljna, je naduta in ima druge živali za manjvredne. Stranska lika sta ptič marabu in veter. Omenjeni pa so še opičjaki in druge opice ter živali. Veter je opisan kot negativni lik, saj opici vzame kožuh. Drugih opisov stranskih likov ni. Vsi liki so nedoločeni.

## Zelenjavna zgodba za zaljubljeno zelenjavo in sploh za vse (osmo poglavje)

### Povzetek vsebine
Pesa opazi, da poleg zelenjave raste turški nagelj. Ker ji je všeč, se med zelenjavo začne prepir. To slišijo tudi turški nagelj in rože, ki se nanje ne ozirajo. Pesa je med prepirom od sramu postala temno rdeča in se pogreznila v tla. Solata pa je od jeze postala zelena. Dogajalni čas je avgust. Dogajalni kraj je zelenjavni vrt.

### Literarni liki
Glavni literarni lik je pesa. Bila je izredno radovedna, živahna in vztrajna. Stranskih likov je veliko: čebula, ohrovt (edini, ki se mu pesa smili), paradižniki, paprika, solata, zelje, koleraba, peteršilj, korenje, por, dalija, hortenzija, floks in cinija.

## Učena buča (deveto poglavje)

### Povzetek vsebine
Buča gre v šolo in noče sodelovati pri pouku, ker se učijo črke, ki niso ´prave zanjo´. Dobiva nezadostne ocene, vse dokler se ne učijo črke O. Ko dobi oceno pet in se ima za izobraženo. Drugi jo spoštujejo, spozna tudi prašiča Adolfa, ki jo ´iz ljubezni´ poje. Dogajalni čas je september. Dogajalni kraja sta šola in njiva.

### Literarni liki
Vsi literarni liki so nedoločeni z izjemo prašiča Adolfa. Glavni literarni lik je buča, ki nesramna, predrzna, ponosna nase. Stranski liki so drugi učenci, sončnica, koruza, prašič Adolf in učiteljica.

## Kužek išče dom (deseto poglavje)

### Povzetek vsebine
Španjelka ima štiri mladiče. Trije so našli dom, a za najmlajšega ga nikakor ne more najti, ker je preveč podoben očetu mešancu. Zato si mora sam najti dom. Bezgov grm, osat in plakat mu predlagajo naj ostane pri njih, a odide dalje. Tudi deček Matjaž ga hoče vzeti s sabo, a mu mama ne dovoli. Ko se zvečeri, pes najde odklenjen kiosk in zaspi na časopisih. Zjutraj ga najde prodajalec časopisov in mu da ime Pikec. Dogajalni čas je oktober. Dogajalni kraj je kiosk, ostalo ni podano.

### Literarni liki
Pripovedovalec Pikca opiše kot veselga, razigranega in radovednega. Stranske osebe so mama, bezgov grm, osat, plakat z ograje, deček Matjaž in njegova mama, prodajalec časopisov in omenjeni so še drugi ljudje ter trije psi. Mama je prikazana kot zelo zaskrbljena. Matjaževa mama pa kot stroga in neljubeča do živali. O ostalih osebah ni opisa.

## Premraženo sonce (enajsto poglavje)

### Povzetek vsebine
Sonce ni svetilo dovolj močno, zato se štirje večji planeti pritožujejo, najmanjši pa ga hvali in spodbuja. Večji planeti se bojijo, da bo sonce ugasnilo in zbežijo, najmanjši pa ostane pri njem. Ker se je sonce tako bolje počutilo, začne tudi bolj sijati. Planet in sonce na koncu pravljice postaneta prijatelja. Dogajalni čas je november. Dogajalni kraj je kraj nekje v vesolju.

### Literarni liki
Glavni lik je sonce, ki ga je ves čas zeblo, predvsem zaradi nazadovoljstva (hotel je ustreči vsem, a ni mogel). Stranski liki so: dve veverici in pet planetov. Štirje večji planeti so bili nesramni in zahtevni, le najmanjši je bil poln energije, vesel, dobrodušen in prijazen.

## Ledena sveča (dvanajsto poglavje)

### Povzetek  vsebine
Iz jeze ledena sveča sneženemu možu pokaže jezik, ki pa zmrzne, ona pa postaja vedno daljša. Iz njene dolžine se vsi norčujejo. Na koncu zgodbe pride dedek Mraz. Vse navzoče obdari in svečo vzame s sabo, ter jo postavi na vrh novoletne jelke. Dogajalni čas je silvestrovo. Dogajalni kraj ni podan.

### Literarni liki
Glavni literarni lik je ledena sveča. Je navihana, radovedna in razdražljiva. Snežak je resen in samosvoj. Zajec je nagajiv in plah. Omenjene so še snežinke, vrabci in hišna mačka. Edini določeni lik je dedek Mraz (je izmišljen lik), ki predstavlja dobroto.